# Падеспань
Падеспань (фр. pas d'Espagne — іспанський крок) — парний бальний танок в розмір 3/4 такту, темп — помірно швидкий. Складається з елементів характерно-сценічного іспанського танку, автор музики і танцю — російський артист Великого театру (Москва) Олександр Олександрович Царман.
В Україні падеспань з'явився на початку XX століття. Отримав популярність у Східній Європі.

## Ланки
- Визначення слова падеспань на сайті slovopedia.org.ua [Архівовано 10 жовтня 2019 у Wayback Machine.]
- Танок у виконанні ансамблю Буття до десятиріччя колективу [Архівовано 29 березня 2016 у Wayback Machine.]